# Kunstquartier Hagen

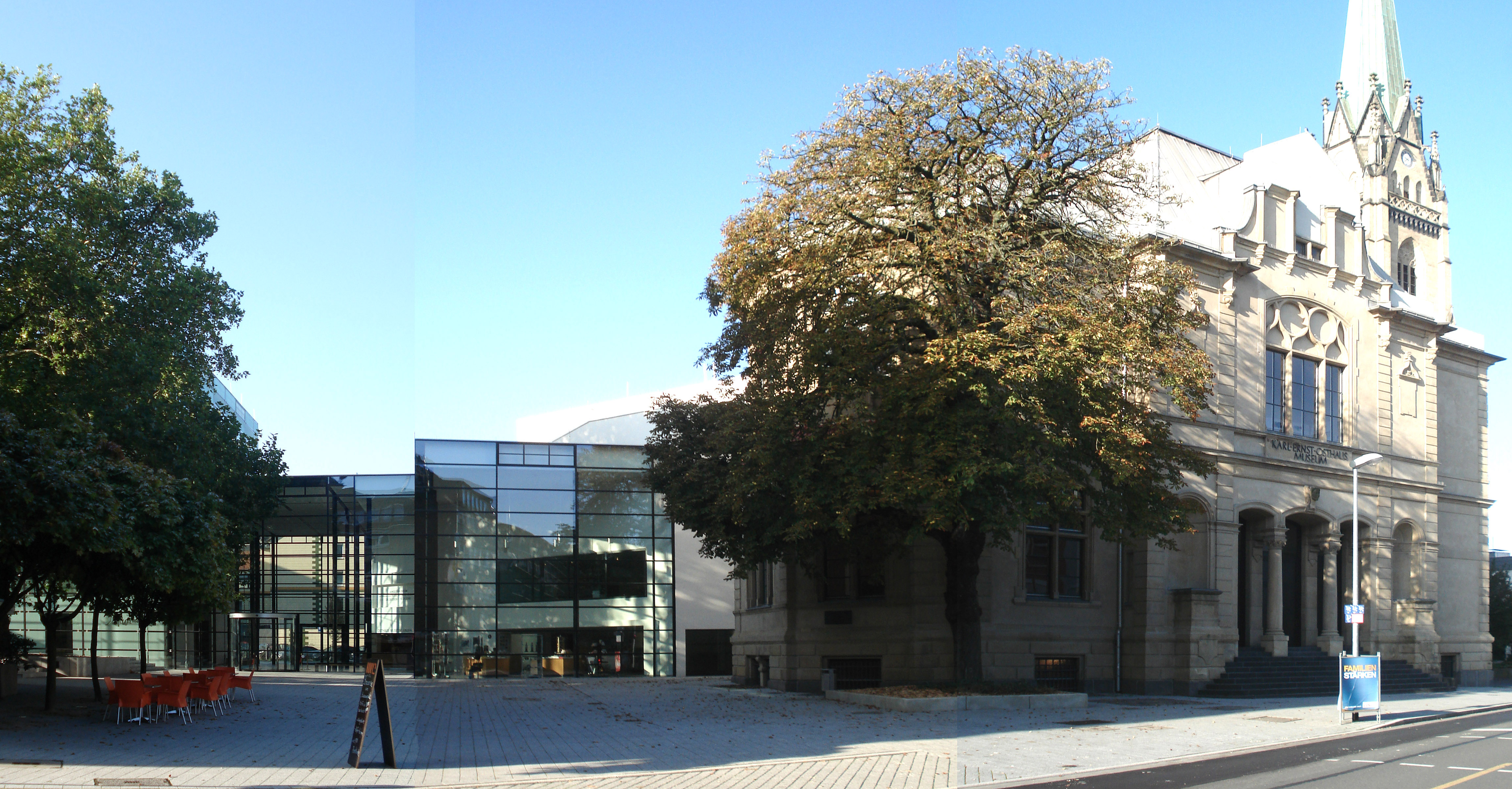
Emil-Schumacher- und Osthaus-Museum von der Hochstraße aus gesehen

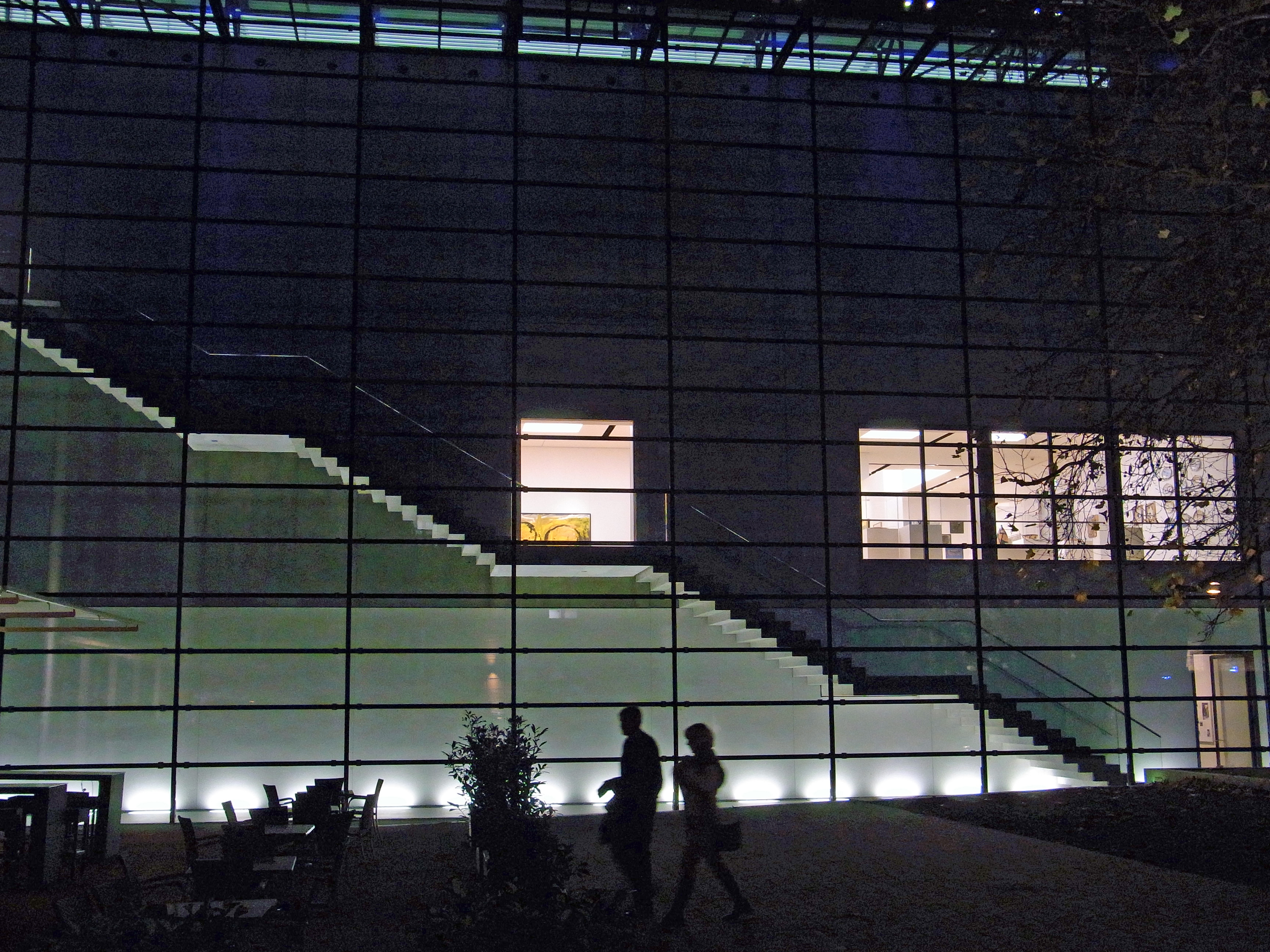
Fassade Emil Schumacher Museum bei Nacht

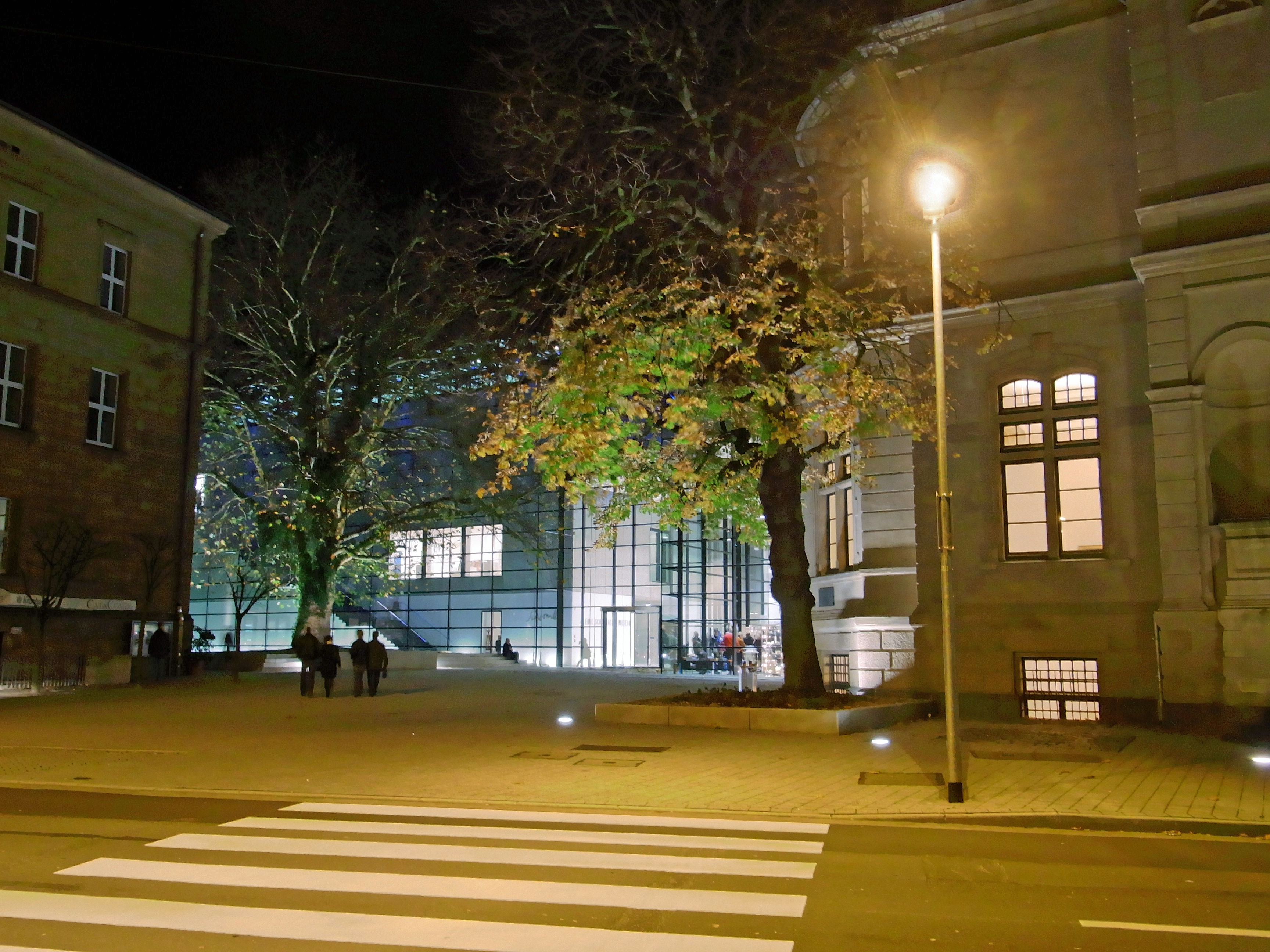
Eingang am Museumsplatz

Das Kunstquartier Hagen ist ein 2009 eröffnetes Museumsviertel in Hagen. Zugleich wirkt es als ein innerstädtisches Architekturkonzept und als Prolog für das Kulturhauptstadtjahr Europa Ruhr.2010.

## Lage
Zum Museumsviertel gehören das erweiterte Osthaus Museum Hagen in der historischen Folkwang Villa und das neu erbaute Emil Schumacher Museum aus Beton mit einer Glashülle. Beide Museen werden dabei durch ein transparentes Foyer verbunden. Im Souterrain des Osthaus Museums befindet sich das 2009 neu gegründete und für Museumspädagogik und Veranstaltungen genutzte „Junge Museum“. Ergänzt wird das Ensemble durch den Neubau an der Ostseite für Verwaltungs- und Vortragsräume, Archiv, Kulturbüro und Restauration sowie die Umnutzung des „Alten Amtsgerichts“ für Museumszwecke. Der durch die architektonische Umgestaltung entstandene Platz an der Hochstraße erhielt Anfang 2009 die Bezeichnung Museumsplatz.

## Wettbewerb
Im Dezember 1999 wurde das innerstädtische Baukonzept rund um das bereits vorhandene, aber in der Sanierung befindliche Karl-Ernst-Osthaus-Museum (KEOM) und das geplante Emil Schumacher Museum sowie die Gestaltung des innenstadtnahen Bereiches (heute Museumsplatz) europaweit als Wettbewerb ausgelobt, die Preisgelder betrugen über 160.000 Deutsche Mark. Von den über dreihundert eingereichten Entwürfen kamen zweiundzwanzig in die Endrunde. Den ersten Preis gewann die Mannheimer Planungsgemeinschaft Lindemann und Lindner mit ihrem Entwurf klar ablesbarer, kubischer Baukörper für den Neubau, dem niedrigen, verbindenden Foyer sowie den flankierenden Erweiterungsbauten. Die vorhandene Bausubstanz des „Alten Amtsgerichts“ und der aus den Jahren 1972 bis 1974 stammende Erweiterungsbau des Osthaus Museums wurden integriert. Durch die geplanten Bauten und die Schließung der Blockkanten entstand ein zentraler Platz. Glasfassaden am Neubau mit Beleuchtungskonzept und sichtbarer Innentreppe, die Gestaltung des Foyers als Fuge zwischen dem Neu- und Altbau, die Aufarbeitung des Innenstadtbereiches für Fußgänger und zur Nutzung von Außenveranstaltungen fasste die Jury mit dem Lob eines „angemessenen Ausgleichs zwischen eigenständigen Gestaltungsqualitäten des Neubaus und Rücksichtnahme auf die vorhandene Bausubstanz“ zusammen.

## Bau

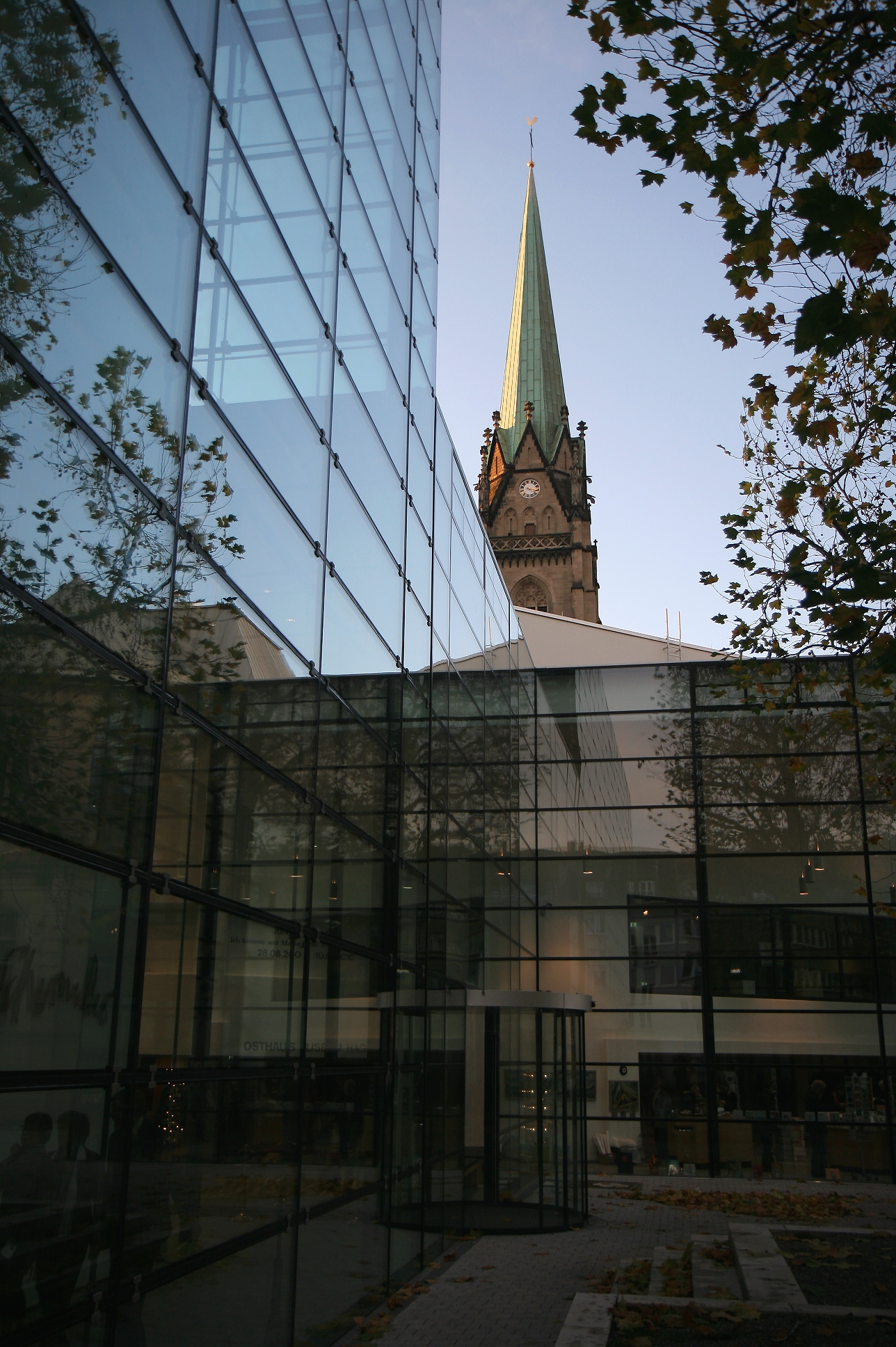
Foyer zwischen den Museen

Ursprünglich sollte das neue Emil Schumacher Museum schon zum 90. Geburtstag des Künstlers am 29. August 2002 eröffnet werden. Emil Schumacher verstarb jedoch bereits im Jahr 1999. Im Juni 2005 unterzeichneten der Hagener Oberbürgermeister Peter Demnitz und der Sohn und Erbe des Künstlers, Dr. Ulrich Schumacher, einen Vertrag zum Bau des Museums und zur Überlassung der Werke des Künstlers in eine Stiftung, was den Weg für Fördergelder des Landes Nordrhein-Westfalen freimachte. Die Grundsteinlegung für den Neubau fand im August 2006 statt. Als Projektleitung wurde DU -Diederichs Projektmanagement aus Berlin verpflichtet. Als kostenreduzierende Maßnahme führte die Firma unter anderem eine Verkleinerung der Tiefgarage auf ein Stockwerk durch, da sonst in das Grundwasser hätte eingegriffen werden müssen.
Im April 2006 wurde das KEOM für die Umbauten geschlossen. Durch die Um- und Anbauten konnten 380 m² an Ausstellungsflächen hinzugewonnen und die Serviceeinrichtungen modernisiert werden. Der bereits in den 1980er Jahren entstandene Anbau wurde saniert und farblich der ursprünglichen Konzeption angepasst. Mit der Neueröffnung nennt sich das Museum nur noch kurz „Osthaus Museum“.
Die Baukosten für den gesamten Komplex betrugen circa 25 Millionen Euro. Davon entfielen etwa 13 Millionen Euro auf den Neubau, 6,6 Millionen auf die Sanierung des Osthaus Museums, 1,5 Millionen auf den Platz, die Wege und Außenanlagen. Sie wurden vom Land Nordrhein-Westfalen (circa 13 Mio. Euro), der Stadt Hagen (ca. 6,3 Mio.), dem Landschaftsverband Westfalen-Lippe, dem Regionalverband Ruhr sowie durch die Emil-Schumacher-Stiftung (ca. 4 Mio.) und Sponsoren finanziert.
Die Eröffnung des Museumsviertels wurde am 29. August 2009 im Rahmen eines zweitägigen Kultur- und Museumsfestes im Beisein des nordrhein-westfälischen Ministerpräsidenten Jürgen Rüttgers und des Bundestagspräsidenten Norbert Lammert begangen.

## Ruhr.2010 – Kulturhauptstadt Europas
Die Eröffnung eines neuen Museumsviertels im Vorjahr des Kulturhauptstadtjahres wird als wichtiger Vorläufer angesehen. Das Kunstquartier ist eines der neun Panoramen in den Projekten der RUHR.2010. Im Jahre 2010 und im Rahmen des Kulturhauptstadtjahres wird das Kunstquartier besondere Ausstellungen und Veranstaltungen organisieren. So ist bereits geplant türkische Malerei und Bildhauerei von 1950 bis heute und zeitgenössische Werke aus Istanbul aus der Sammlung „Huma Kabakçı“ des türkischen Kunstsammlers Nahit Kabakçı im Osthaus Museum zu präsentieren. Istanbul ist ebenfalls eine Kulturhauptstadt im Jahre 2010.